# Parc national Kanangra-Boyd
Kanangra-Boyd est un parc national situé en Nouvelle-Galles du Sud en Australie à 100 km à l'ouest de Sydney et au sud-ouest et en continuité avec le parc national des Blue Mountains. Le parc fait partie du site du patrimoine mondial de la région des montagnes Bleues.

## Galerie

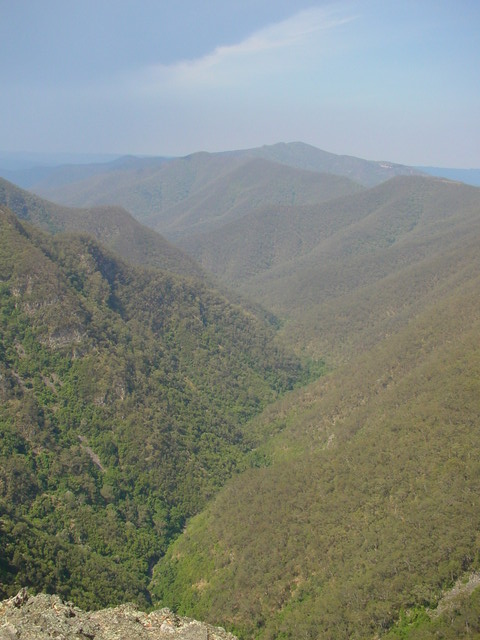
Les gorges
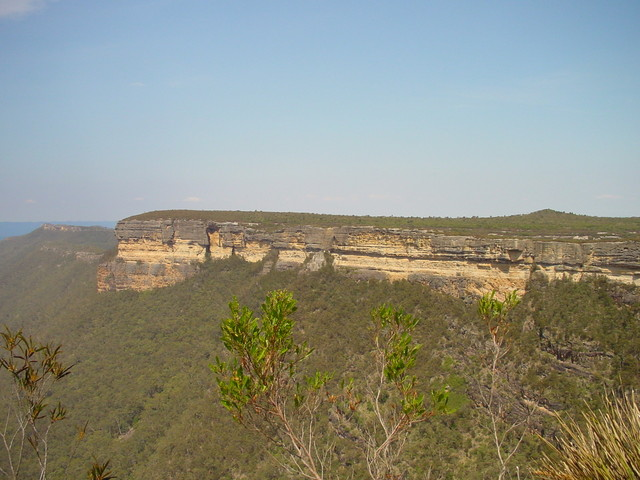
Kanangra Walls
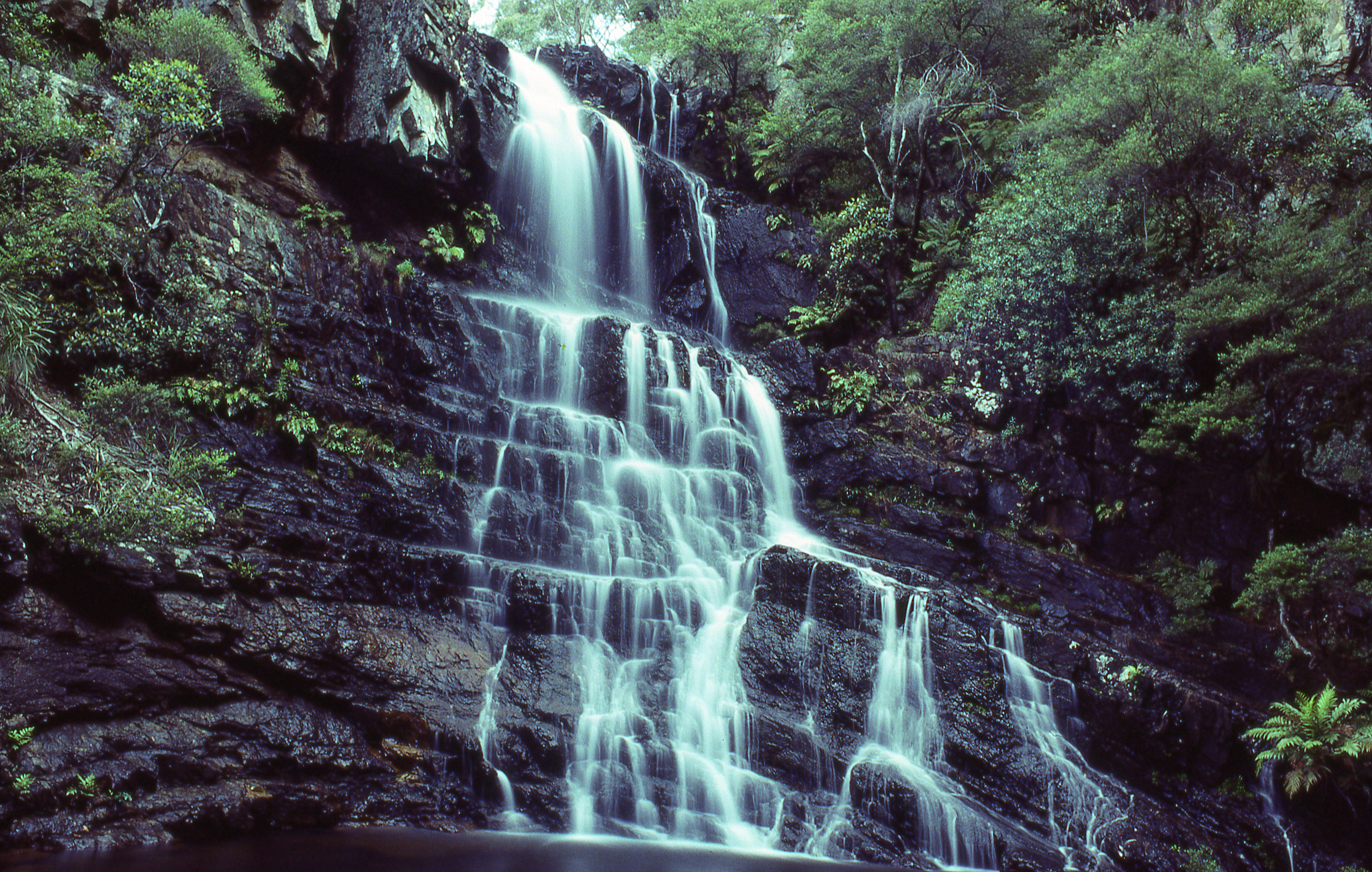
Les chutes